# Агафоникийская епархия
Агафоники́йская епа́рхия (болг. Агатоникийска епархия, греч. Ιερά Μητρόπολη Αγαθονίκειας) — титулярная епархия Константинопольской и Болгарской православных церквей.
Впервые Агафоникия он упоминается в Сулейманской надписи, в которой перечислены условия византийско-болгарского договора 815 года, среди пограничных городов между Византией и Булгарским ханством. Точное местоположение Агатоникии неизвестно. Есть предположение, что она находилась у подножия Родопских гор вблизи Пловдива. По другим данным — возле села Оряхово на южных склонах Сакарских гор.
В X-XII века Агатоникийская епископия была одной епископий Филиппольской (Пловдивской) митрополии. Известен лишь один Агафоникийский епископ — Василий, все остальные в дальгейшем были титулярными епископами и епископами Константинопольской православной церкви. В XIX веке агатоникийский епископ Григорий (Гудохирас) был викарием Филиппольской (Пловдивской) митрополии и проживал в Пазарджике.
30 декабря 1951 года в Болгарской православной церкви Иона (Проданов) был поставлен во епископа Агафоникийского.

## Епископы
Константинопольская православная церковь
- Василий (вторая половина XI века)
- Дионисий[болг.] (около 1763—1827)
- Григорий (Гудохирас)[болг.] (1860 — 8 января 1877)
- Орест (Чорнок) (1 января 1966 — 17 февраля 1977)
- Апостол (Даниилидис) (6 ноября 1995 — 4 сентября 2000)

Болгарская православная церковь
- Иона (Проданов) (30 декабря 1951 — 12 декабря 1959)
- Наум (Шотлев) (28 ноября 1982 — 31 марта 2005)
- Борис (Добрев) (с 22 марта 2008)